# Sorrow (The McCoys)
Sorrow is een nummer dat in 1965 voor het eerst is opgenomen door The McCoys. Het nummer werd een grote hit in het Verenigd Koninkrijk in de versie van The Merseys in 1966, die de vierde plaats bereikte. David Bowie coverde het nummer ook in 1973 en kwam tot de derde plaats.

## Achtergrond
De versie van The Merseys is meer up-tempo dan de oorspronkelijke folkrockversie van The McCoys. Het nummer bevat een hoornarrangement (waarschijnlijk het werk van John Paul Jones), waarbij de hoorns ook de solo overnemen die op de McCoys-versie op de mondharmonica werd gespeeld.
Een regel van het nummer, "with your long blonde hair and your eyes of blue", is te horen in het nummer "It's All Too Much" van The Beatles, dat in 1969 op hun album Yellow Submarine verscheen.

## Hitnoteringen

### Nederlandse Top 40
| Hitnotering: 25-06-1966 t/m 09-07-1966 | Hitnotering: 25-06-1966 t/m 09-07-1966 | Hitnotering: 25-06-1966 t/m 09-07-1966 | Hitnotering: 25-06-1966 t/m 09-07-1966 | Hitnotering: 25-06-1966 t/m 09-07-1966 |
| Week:                                  | 1                                      | 2                                      | 3                                      |                                        |
| -------------------------------------- | -------------------------------------- | -------------------------------------- | -------------------------------------- | -------------------------------------- |
| Positie:                               | 30                                     | 23                                     | 33                                     | uit                                    |

## David Bowie-versie
In 1973 nam David Bowie een cover op van "Sorrow" als de enige single van zijn coveralbum Pin Ups. Het bereikte de derde plaats in zijn thuisland, alsmede de toppositie in Australië en Nieuw-Zeeland.
De B-kant, "Amsterdam", is een Engelstalige cover van een nummer van Jacques Brel, die Bowie al sinds 1968 tijdens concerten zong. Het nummer was misschien opgenomen om ook op Pin Ups of zelfs op het album The Rise and Fall of Ziggy Stardust and the Spiders from Mars (1972) te staan, maar werd nooit gekozen om op een album te verschijnen.

### Tracklijst
1. "Sorrow" (Feldman/Goldstein/Gottehrer) - 2:53
2. "Amsterdam" (Brel/Mortimer Shuman) - 2:39

- De Spaanse release bevatte het nummer "Lady Grinning Soul" op de B-kant.

### Muzikanten
- David Bowie: zang, gitaar
- Mick Ronson: gitaar, viool
- Trevor Bolder: basgitaar, trompet
- Mike Garson: piano
- Aynsley Dunbar: drums
- David Sanborn: saxofoon

### Hitnoteringen

#### Nederlandse Tipparade
| Hitnotering: 27-10-1973 t/m 24-11-1973 | Hitnotering: 27-10-1973 t/m 24-11-1973 | Hitnotering: 27-10-1973 t/m 24-11-1973 | Hitnotering: 27-10-1973 t/m 24-11-1973 | Hitnotering: 27-10-1973 t/m 24-11-1973 | Hitnotering: 27-10-1973 t/m 24-11-1973 | Hitnotering: 27-10-1973 t/m 24-11-1973 |
| Week:                                  | 1                                      | 2                                      | 3                                      | 4                                      | 5                                      |                                        |
| -------------------------------------- | -------------------------------------- | -------------------------------------- | -------------------------------------- | -------------------------------------- | -------------------------------------- | -------------------------------------- |
| Positie:                               | 23                                     | 14                                     | 8                                      | 6                                      | 3                                      | uit                                    |

#### Nationale Hitparade top 50 /Single Top 100
| Hitnotering: 24-11-1973 t/m 01-12-1973 | Hitnotering: 24-11-1973 t/m 01-12-1973 | Hitnotering: 24-11-1973 t/m 01-12-1973 | Hitnotering: 24-11-1973 t/m 01-12-1973 |
| Week:                                  | 1                                      | 2                                      |                                        |
| -------------------------------------- | -------------------------------------- | -------------------------------------- | -------------------------------------- |
| Positie:                               | 29                                     | 30                                     | uit                                    |